# Пет Райлі
Патрік Джеймс «Пет» Райлі (англ. Patrick James «Pat» Riley; 20 березня 1945, Роум, Нью-Йорк, США) — американський професійний баскетболіст, тренер, президент команди «Маямі Хіт». Відомий, як один з найталановитіших тренерів НБА за всю її історію. Член Баскетбольного Залу слави.

## Життєпис
Народився Патрік Джеймс Райлі в невеликому містечку Роум в штаті Нью-Йорк. Його батько був бейсболістом і виступав в молодшій бейсбольній лізі за «Філадельфія Філліз». На шкільному рівні Пет грав в баскетбол в команді Лінтон з містечка Скенектаді.
Після закінчення школи в 1963 році Райлі вступив до Університету Кентуккі і на другому році навчання почав грати в університетській команді «Кентуккі Уайлдкетс» під керівництвом відомого тренера Адольфа Раппа. У складі «Уайлдкетс» Пет носив № 42, який згодом був закріплений за ним.
У свій другий сезон Райлі зібрав одразу кілька індивідуальних призів, включаючи приз Баскетболіст року Південно-Східної конференції і потрапляння в першу символічну збірну NCAA. Команда вийшла в фінал студентського чемпіонату сезону 1965/1966, в якому програла в драматичному матчі команді «УТЕП Майнерс» Техаського західного коледжу Університету Техасу. Події цього матчу увійшли в художній фільм 2006 року «Дорога до слави» (в російському прокаті — «Гра за чужими правилами»), а Райлі показали в ньому, як основного гравця «Кентуккі Уайлдкетс».
На драфті НБА 1967 обраний командою «Сан-Дієго Рокетс», звідки в 1970 році йде в «Лос-Анджелес Лейкерс». 1972 року в складі «Лейкерс» Райлі став чемпіоном НБА. Однак, не отримуючи достатньо ігрового часу, йде в «Фінікс Санз». 1976 року закінчує кар'єру баскетболіста.
У 1977 році повертається в НБА як тренер і стає помічником тренера «Лейкерс». А в 1982 році після скандалу, через який був звільнений головний тренер Лос-Анджелеса, Райлі стає головним тренером. Через кілька сезонів команда стає однією з кращих команд за всю історію НБА. Команда кілька разів ставала чемпіоном НБА (1982, 1985, 1987, 1988). 1990 року Райлі оголосив про завершення своєї тренерської кар'єри, але в 1991 році повертається і стає головним тренером «Нью-Йорк Нікс». 1995 року Райлі зі скандалом стає тренером і президентом «Маямі Хіт». Під керівництвом Райлі «Хіт» виграла 1000 матчів. Свою тисячну перемогу «Хіт» здобули над «Орландо Меджік». 2006 року «Хіт» стають чемпіонами НБА сезону 2005/06.
В цілому Пет Райлі є дев'ятикратним чемпіоном НБА, 6 раз він ставав переможцем як тренер, 1 раз як гравець і 2 рази як менеджер. 3 рази визнавався тренером року.
У 2008 році Райлі був включений в баскетбольний Зал слави.
Райлі є другом Джорджіо Армані і носить костюми суто цього дизайнера, навіть один раз брав участь в їх показі. Дружину звуть Кріс, має двох дітей — Джеймс і Елізабет Райлі.

## Ігрова кар'єра
Райлі грав за баскетбольну команду середньої школи Лінтона в Скенектаді, штат Нью-Йорк, під керівництвом головного тренера, Уолта Пшибіло, і його помічників, Білла Репаві, і Еда Катіно. Перемога Linton High School над New York City's Power Memorial влади 29 грудня 1961 року, що з рахунком 74-68, запам'яталася переважно завдяки двом зіркам: Лью Алсиндор (який пізніше змінив ім'я на Карім Абдул-Джаббар) і його майбутньому тренеру з Лос-Анджелес Лейкерс, Пету Райлі.
Райлі був різнобічним спортсменом в коледжі, беручи участь як у баскетболі, так і в футболі. Бувши юніором чоловічої баскетбольної команди Kentucky Wildcats 1965—1966 рр., Він був названий Баскетболістом року конфедерації SEC.
Він був обраний Сан-Дієго Рокетс в 1-му раунді драфта НБА 1967 року, а також був задрафтований Даллас Ковбойз, як Ресівера в 11-му раунді драфта НФЛ 1967 року. Він приєднався до «Рокетс» і був пізніше обраний Портленд Трейл Блейзерс на драфті НБА 1970 року, але був відразу ж обміняний в Лос-Анджелес Лейкерс, яким він допоміг в Чемпіонаті НБА 1972 року, виходячи на заміни в іграх. Він закінчив кар'єру гравця після сезону НБА 1975—1976, як чемпіон Західної конференції, граючи в Фінікс Санс.
Райлі закінчив свою ігрову кар'єру в НБА, набираючи в середньому 7,4 очка за гру, а процентне співвідношення між результативними кидками і загальною кількістю виконаних кидків становило 41,4 %.